# Carlos Bardem

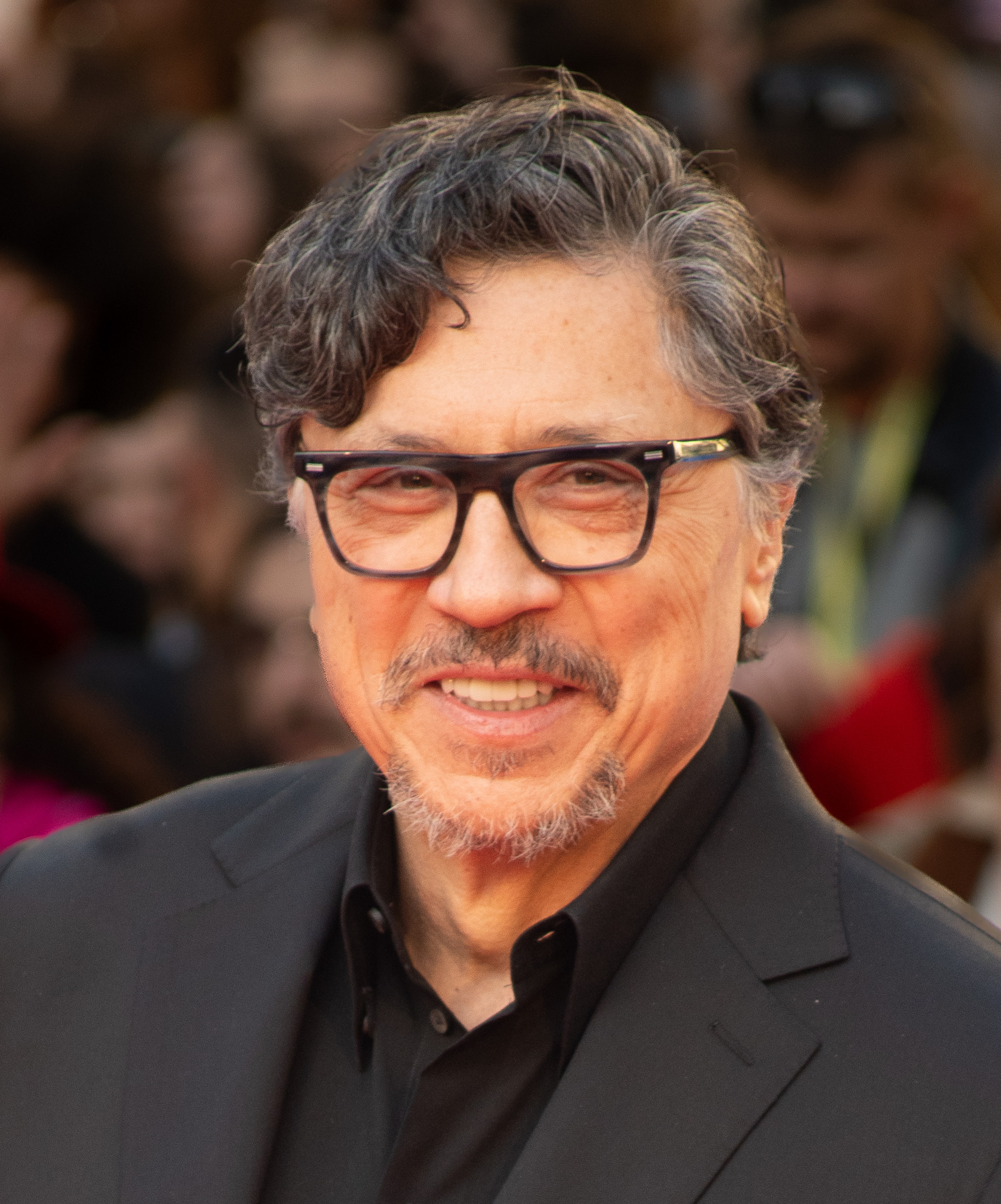
Carlos Bardem (2024)

Carlos Bardem (* 1963 in Madrid) ist ein spanischer Schauspieler und Schriftsteller.

## Leben
Carlos Bardem entstammt einer Familie, derer zahlreiche Mitglieder im Filmgeschäft tätig sind. Seine Mutter Pilar Bardem (1939–2021) war eine Schauspielerin wie seine Geschwister Mónica Bardem (* 1964) und Javier Bardem (* 1969). Sein Onkel Juan Antonio Bardem (1922–2002) war ein mit zahlreichen Preisen ausgezeichneter Regisseur.
Carlos Bardem studierte Geschichte. Er debütierte in der Komödie Not Love, Just Frenzy aus dem Jahr 1996. Im Actionfilm Perdita Durango (1997) spielte er an der Seite von Rosie Perez und Javier Bardem die Rolle von Reggie San Pedro. Im Film Código natural (2000) übernahm er eine der größeren Rollen ähnlich wie im Filmdrama Bestiary (2002), für das er ebenfalls das Drehbuch schrieb.
Im Film La Bicicleta (2006) trat er neben seiner Mutter Pilar Bardem in einer der Hauptrollen auf, im Actionfilm Alatriste (2006) spielte er neben Pilar Bardem und Viggo Mortensen. Im Filmdrama Goyas Geister (2006) von Miloš Forman spielte er an der Seite von Natalie Portman, Javier Bardem und Stellan Skarsgård einen französischen Offizier. Für seine Rolle als kolumbianischer Gangleader in dem Gefängnisdrama Zelle 211 (2009) wurde er für den Goya nominiert.
Bardem debütierte als Schriftsteller mit dem Roman Muertes ejemplares aus dem Jahr 1999, dessen Handlung im 17. Jahrhundert angesiedelt ist.
2018 wurde er in die Academy of Motion Picture Arts and Sciences aufgenommen, die jährlich die Oscars vergibt.

## Filmografie (Auswahl)
- 1996: Not Love, Just Frenzy (Más que amor, frenesí)
- 1997: Perdita Durango
- 1998: Resultado final
- 1998: Torrente – Der dumme Arm des Gesetzes (Torrente, el brazo tonto de la ley)
- 1999: Volavérunt
- 2000: Código natural
- 2000: Living It Up – Nur eine Woche Millionär (La gran vida)
- 2001: Luna’s Game (Juego de Luna)
- 2002: Bestiary (Bestiario)
- 2004: Cien maneras de acabar con el amor
- 2005: Princesas
- 2006: La Bicicleta
- 2006: Alatriste
- 2006: Goyas Geister (Los Fantasmas de Goya)
- 2008: Che – Revolución (Che, el argentino)
- 2009: Das Fischkind (El niño pez)
- 2009: Zelle 211 – Der Knastaufstand (Celda 211)
- 2010: Wolfsbrüder (Entre lobos)
- 2011: Americano
- 2014: Escobar: Paradise Lost
- 2016: Assassin’s Creed
- 2020: El Cid (Fernsehserie, 5 Folgen)
- 2021: Mein Queeres Leben (Maricón perdido)
- 2022: Spieglein, Spieglein (Espejo, Espejo)
- 2022: Overdose
- 2023: Die Auserwählte (The Chosen One)
- 2024: Auf hoher See (En haute mer)